# Fagraea

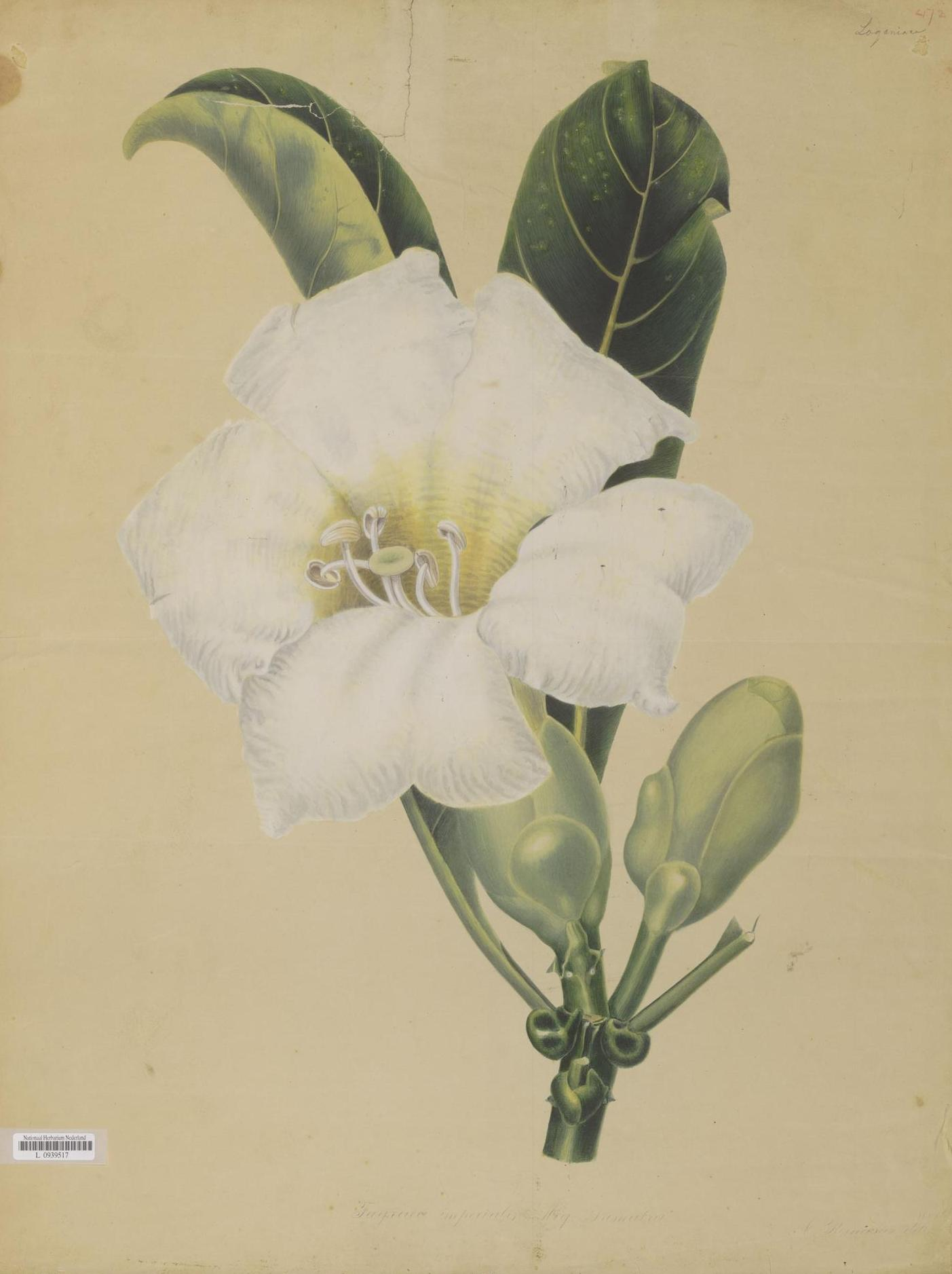
Fagraea imperialis Miquel, A. Bernecker, ~1860

Fagraea es un género plantas fanerógamas perteneciente a la familia Gentianaceae. Algunos lo clasifican dentro de la familia Loganiaceae y otros constituyen una familia Potaliaceae. Comprende 189 especies descritas y de estas, solo 72 aceptadas.

## Taxonomía
El género fue descrito por  Carl Peter Thunberg y publicado en Kongl. Vetenskaps Academiens Nya Handlingar 3: 132. 1782.

## Especies seleccionadas
- Fagraea acuminatissima
- Fagraea acutibracteata
- Fagraea affinis
- Fagraea alteiana
- Fagraea amabilis
- Fagraea berteroana
- Fagraea carstensensis
- Fagraea gracilipes